# Clausilia pumila
Clausilia pumila is een slakkensoort uit de familie van de Clausiliidae. De wetenschappelijke naam van de soort werd voor het eerst geldig gepubliceerd in 1828 door C. Pfeiffer als Helix (Clausilia) pumila.